# Władcy Albanii

## Książęta z dynastii Progon
| # | Imię             |          | Lata życia | Lata życia | Czas rządów | Czas rządów | Rodzice  |
| # | Imię             | Urodzony | Zmarł      | Od         | Do          |             | Rodzice  |
| - | ---------------- | -------- | ---------- | ---------- | ----------- | ----------- | -------- |
| 1 | Progon           |          | ?          | 1198       | 1190        | 1198        | ?        |
| 2 | Gjin Progoni     |          | ?          | 1208       | 1198        | 1208        | Progon ? |
| 3 | Dhimitër Progoni |          | ?          | 1216       | 1208        | 1216        | Progon ? |

## Książęta z innych dynastii
| # | Imię          |          | Lata życia | Lata życia | Czas rządów | Czas rządów | Rodzice |
| # | Imię          | Urodzony | Zmarł      | Od         | Do          |             | Rodzice |
| - | ------------- | -------- | ---------- | ---------- | ----------- | ----------- | ------- |
| 1 | Jerzy Kamonas |          | ?          | 1253?      | 1216        | 1252/3      | ?       |
| 2 | Gulam         |          | ?          | ?          | 1252/3      | 1256        | ?       |

## Królestwo Albanii(1272–1368)

### DynastiaAndegawenów
| # | Imię               |          | Lata życia               | Lata życia                  | Czas rządów | Czas rządów | Rodzice                                     |
| # | Imię               | Urodzony | Zmarł                    | Od                          | Do          |             | Rodzice                                     |
| - | ------------------ | -------- | ------------------------ | --------------------------- | ----------- | ----------- | ------------------------------------------- |
| 1 | Karol I            |          | 21 marca 1227 Paryż      | 7 stycznia 1285 Foggia      | 1272        | 1285        | Ludwik VIII Lew Blanka Kastylijska          |
| 2 | Karol II Kulawy    |          | ok. 1254                 | 6 maja 1309 Neapol          | 1285        | 1301        | Karol I Andegaweński Beatrycze Prowansalska |
| 3 | Filip I z Tarentu  |          | 10 listopada 1278 Neapol | 26 grudnia 1332 Neapol      | 1301        | 1332        | Karol II Andegaweński Maria Węgierska       |
| 4 | Robert z Tarentu   |          | 1319                     | 10 października 1364 Neapol | 1332        | 1364        | Filip I z Tarentu Katarzyna II de Valois    |
| 5 | Filip II z Tarentu |          | 1329                     | 25 listopada 1374 Tarent    | 1364        | 1368        | Filip I z Tarentu Katarzyna II de Valois    |

### Książęta Durazzo (Durrës)
| # | Imię           |          | Lata życia | Lata życia             | Czas rządów | Czas rządów | Rodzice                               |
| # | Imię           | Urodzony | Zmarł      | Od                     | Do          |             | Rodzice                               |
| - | -------------- | -------- | ---------- | ---------------------- | ----------- | ----------- | ------------------------------------- |
| 1 | Jan de Gravina |          | 1294       | 5 kwietnia 1336 Neapol | 1332        | 1336        | Karol II Andegaweński Maria Węgierska |
| 2 | Karol          |          | 1323       | 23 stycznia 1348       | 1336        | 1348        | Jana de Gravina Agnieszka z Périgord  |
| 3 | Joanna         |          | 1344       | 20 lipca 1387 Neapol   | 1348        | 1368        | Karol Maria z Kalabrii                |
| 4 | Ludwik         |          | 1341       | 1376                   | 1366        | 1368,1376   | Filip III Joanna II z Nawarry         |

W 1368 roku Durrës został zdobyty przez Karola Topię który ogłosił się księciem Albanii.

## Księstwo Albanii (1368–1392)
| # | Imię                    |          | Lata życia | Lata życia       | Czas rządów | Czas rządów | Rodzice                      |
| # | Imię                    | Urodzony | Zmarł      | Od               | Do          |             | Rodzice                      |
| - | ----------------------- | -------- | ---------- | ---------------- | ----------- | ----------- | ---------------------------- |
| 1 | Karlo Thopia            |          | 1331       | 1388             | 1368        | 1383        | Andreas Thopia NN            |
| 2 | Balša II                |          | ?          | 18 września 1385 | 1383        | 1385        | Balša I (władca Zety) NN     |
| 3 | Karlo Thopia (Ponownie) |          | 1331       | 1388             | 1385        | 1387        | Andreas Thopia NN            |
| 4 | Jerzy Thopia            |          | ?          | 1392             | 1387        | 1392        | Karlo Thopia Vojisava Balšić |

Od 1392 panowanie Weneckie (Albania Wenecka), następnie Tureckie

## Liga w Lezhy(1444–1479)
Było to antyosmańskie porozumienie książąt albańskich zawarte w marcu 1444 w dzięki staraniom Jerzego Kastrioty (Skanderbega) oraz Lekë Dukagjiniego. Wojna ligi z Turkami trwała do 1479.
| # | Imię                         |          | Lata życia        | Lata życia             | Czas rządów       | Czas rządów                          | Rodzice                |
| # | Imię                         | Urodzony | Zmarł             | Od                     | Do                |                                      | Rodzice                |
| - | ---------------------------- | -------- | ----------------- | ---------------------- | ----------------- | ------------------------------------ | ---------------------- |
| 1 | Skanderbeg (Jerzy Kastriota) |          | 6 maja 1405 Kruja | 17 stycznia 1468 Lezha | 28 listopada 1443 | 17 stycznia 1468 Od 1450 Pan Albanii | Gjon Kastriota Vojsava |
| 2 | Lekë Dukagjini               |          | 1410 Lipljan      | 1481                   | 1438              | 1479                                 | Pal Dukagjini NN       |

## Księstwo Albanii (1912–1920)
- w opozycji

| #                                                     | Imię                              |          | Lata życia             | Lata życia               | Czas rządów          | Czas rządów              | Rodzice                                     |
| #                                                     | Imię                              | Urodzony | Zmarł                  | Od                       | Do                   |                          | Rodzice                                     |
| ----------------------------------------------------- | --------------------------------- | -------- | ---------------------- | ------------------------ | -------------------- | ------------------------ | ------------------------------------------- |
| -                                                     | Ismail Qemali                     |          | 16 stycznia 1844 Wlora | 24 stycznia 1919 Perugia | 28 listopada 1912    | 22 stycznia 1914         | Mahmud bej Vlora Hedije hanëm Asllanpashali |
| -                                                     | Esad Pasza Toptani                |          | 13 czerwca 1863 Tirana | 13 czerwca 1920 Paryż    | 12 października 1913 | 12 lutego 1914           | Ali Bej Toptani Vasfije Alizoti             |
| -                                                     | Międzynarodowa Komisji Kontroli   |          |                        |                          | 22 stycznia 1914     | 7 marca 1914             |                                             |
| 1                                                     | Wilhelm I zu Wied (Skanderbeg II) |          | 26 marca 1876 Neuwied  | 18 kwietnia 1945 Predeal | 7 marca 1914         | 3 września 1914 Usunięty | Wilhelm zu Wied Maria Holenderska           |
| -                                                     | Międzynarodowa Komisji Kontroli   |          |                        |                          | 3 września 1914      | 6 września 1914          |                                             |
| -                                                     | Mustafa Ndroqi                    |          |                        |                          | 23 września 1914     | 4 października 1914      |                                             |
| -                                                     | Esad Pasza Toptani                |          | 13 czerwca 1863 Tirana | 13 czerwca 1920 Paryż    | 4 października 1914  | 24 lutego 1916           | Ali Bej Toptani Vasfije Alizoti             |
| brak władz centralnych 24 lutego 1916-28 grudnia 1918 |                                   |          |                        |                          |                      |                          |                                             |
| -                                                     | Turhan Pasza Përmeti              |          | 1846 Tërhallë          | 9 lutego 1927 Neuilly    | 28 grudnia 1918      | 28 stycznia 1920         | Jahja Bej                                   |

## Królestwo Albanii (1920–1925)
W 1920 roku potwierdzono niepodległość Albanii. Przez cały okres trwania królestwa, nie wybrano monarchy. W stosunkach międzynarodowych nadal używano formy: księstwo
| # | Imię                        |          | Lata życia                  | Lata życia                    | Czas rządów      | Czas rządów      | Rodzice                           |
| # | Imię                        | Urodzony | Zmarł                       | Od                            | Do               |                  | Rodzice                           |
| - | --------------------------- | -------- | --------------------------- | ----------------------------- | ---------------- | ---------------- | --------------------------------- |
| - | Sulejman Delvina            |          | 5 października 1884 Delvinë | 1 sierpnia 1933 Wlora         | 28 stycznia 1920 | 30 stycznia 1920 | Selim Bej                         |
| - | Rada Najwyższa (Regencyjna) |          |                             |                               | 31 stycznia 1920 | 25 grudnia 1921  |                                   |
| - | Rada Najwyższa (Regencyjna) |          |                             |                               | 25 grudnia 1921  | 2 lipca 1924     |                                   |
| - | Fan Noli                    |          | 6 stycznia 1882 İbriktepe   | 13 marca 1965 Fort Lauderdale | 2 lipca 1924     | 24 grudnia 1924  | Stilian Gjergj Noli Marie Gollaqi |
| - | Rada Najwyższa (Regencyjna) |          |                             |                               | 24 grudnia 1924  | 31 stycznia 1925 |                                   |

## Królestwo Albanii(1928–1944)
| # | Imię                   |          | Lata życia                   | Lata życia               | Czas rządów      | Czas rządów      | Rodzice                           |
| # | Imię                   | Urodzony | Zmarł                        | Od                       | Do               |                  | Rodzice                           |
| - | ---------------------- | -------- | ---------------------------- | ------------------------ | ---------------- | ---------------- | --------------------------------- |
| 1 | Zog I (Skanderbeg III) |          | 8 października 1895 Burgajet | 9 kwietnia 1961 Suresnes | 1 września 1928  | 7 kwietnia 1939  | Xhemal Pasza Zogu Sadije Toptani  |
| - | Xhafer Ypi             |          | 12 stycznia 1880 Starje      | 17 grudnia 1940 Tirana   | 9 kwietnia 1939  | 12 kwietnia 1939 | Asilan Zavalani                   |
| - | Shefqet Verlaçi        |          | 15 grudnia 1878 Elbasan      | 21 lipca 1946 Zurych     | 12 kwietnia 1939 | 16 kwietnia 1939 | Ismail Pasza Mehtab hanima Sulova |

### Królestwo Albanii pod okupacją włoską

#### Dynastia Sabaudzka
| # | Imię               |          | Lata życia               | Lata życia                  | Czas rządów      | Czas rządów     | Rodzice                                  |
| # | Imię               | Urodzony | Zmarł                    | Od                          | Do               |                 | Rodzice                                  |
| - | ------------------ | -------- | ------------------------ | --------------------------- | ---------------- | --------------- | ---------------------------------------- |
| 2 | Wiktor Emanuel III |          | 11 listopada 1869 Neapol | 28 grudnia 1947 Aleksandria | 16 kwietnia 1939 | 8 września 1943 | Humbert I Sabaudzki Małgorzata Sabaudzka |

### Królestwo Albanii pod okupacją niemiecką
| # | Imię           |          | Lata życia               | Lata życia              | Czas rządów          | Czas rządów          | Rodzice                               |
| # | Imię           | Urodzony | Zmarł                    | Od                      | Do                   |                      | Rodzice                               |
| - | -------------- | -------- | ------------------------ | ----------------------- | -------------------- | -------------------- | ------------------------------------- |
| - | Ibrahim Biçaku |          | 10 września 1905 Elbasan | 4 stycznia 1977 Elbasan | 14 września 1943     | 20 października 1943 | Aqif Pasza Biçaku Ifete hanëm Vrionit |
| - | Mehdi Frashëri |          | 28 lutego 1872 Frashër   | 25 maja 1963 Rzym       | 20 października 1943 | 25 października 1944 | Ragip Frashëri Aishe Çaçi             |

## Pretendenci do tronu Albanii
| # | Imię    |          | Lata życia                   | Lata życia               | Czas rządów       | Czas rządów       | Rodzice                          |
| # | Imię    | Urodzony | Zmarł                        | Od                       | Do                |                   | Rodzice                          |
| - | ------- | -------- | ---------------------------- | ------------------------ | ----------------- | ----------------- | -------------------------------- |
| 1 | Zogu I  |          | 8 października 1895 Burgajet | 9 kwietnia 1961 Suresnes | 7 kwietnia 1939   | 9 kwietnia 1961   | Xhemal Pasza Zogu Sadije Toptani |
| 2 | Leka I  |          | 5 kwietnia 1939 Tirana       | 30 listopada 2011 Tirana | 9 kwietnia 1961   | 30 listopada 2011 | Ahmed Zogu Geraldine Apponyi     |
| 3 | Leka II |          | 26 marca 1982 Sandton        |                          | 30 listopada 2011 | nadal             | Leka Zogu Susan Cullen-Ward      |